# Campodorus flavomaculatus
Campodorus flavomaculatus är en stekelart som beskrevs av Dmitriy R. Kasparyan 2005. Campodorus flavomaculatus ingår i släktet Campodorus och familjen brokparasitsteklar. Inga underarter finns listade.